# چشمان (فیلم ۱۹۶۸)
چشم‌ها (به هندی: Ankhen) فیلمی محصول سال ۱۹۶۸ و به کارگردانی راماناند ساگر است. در این فیلم بازیگرانی همچون مالا سینها، درمندرا، محمود علی، کومکوم، ساجیت کومار، لالیتا پاوار، دیزی ایرانی و نظیر حسین ایفای نقش کرده‌اند.